# Liste des ministres français de la Formation professionnelle
Pour les autres articles nationaux ou selon les autres juridictions, voir Ministre du Travail.
Cet article présente les personnalités membres du gouvernement français titulaires du poste responsable des questions de la formation professionnelle.
Carole Grandjean est la dernière ministre déléguée chargée de l'Enseignement et de la Formation professionnels à avoir occupé le poste dans le gouvernement Élisabeth Borne. Depuis le 21 septembre 2024, Alexandre Portier occupe le poste de ministre délégué chargé de la Réussite scolaire et de l’Enseignement professionnel, sous la tutelle du ministre de l'Éducation nationale seulement, et non du ministre du Travail comme c'était le cas dans le gouvernement Élisabeth Borne.
Les dates indiquées sont les dates de prise ou de cessation des fonctions, qui sont en général la veille de la date du Journal officiel dans lequel est paru le décret de nomination.

## Cinquième République
| Ministre ou Secrétaire d'État          | Intitulé | Ministre de tutelle  | Intitulé                                                                                              | Gouvernement                   | Début                      | Fin               |
| Présidence de Valéry Giscard d'Estaing | |                      | |                                |                            |                   |
| Paul Granet                            | Secrétaire d’État (chargé de la Formation professionnelle)                                                        | Jacques Chirac       | Premier ministre                                                                                      | Chirac 1                       | 28 mai 1974                | 12 janvier 1976   |
| Jean-Pierre Soisson                    | Secrétaire d’État (chargé de la Formation professionnelle)                                                        | Jacques Chirac       | Premier ministre                                                                                      | Chirac 1                       | 12 janvier 1976            | 27 août 1976      |
| Jacques Legendre                       | Secrétaire d’État (chargé de la Formation professionnelle)                                                        | Robert Boulin        | Ministre du Travail et de la Participation                                                            | Barre 3                        | 5 avril 1978               | 29 octobre 1979   |
| Jacques Legendre                       | Secrétaire d’État (chargé de la Formation professionnelle)                                                        | Jean Mattéoli        | Ministre du Travail et de la Participation                                                            | Barre 3                        | 8 novembre 1979            | 2 octobre 1980    |
| Jacques Legendre                       | Secrétaire d’État (chargé de la Formation professionnelle)                                                        | Raymond Barre        | Premier ministre                                                                                      | Barre 3                        | 2 octobre 1980             | 22 mai 1981       |
| Présidence de François Mitterrand      | |                      | |                                |                            |                   |
| Marcel Debarge                         | Secrétaire d’État chargé de la Formation professionnelle                                                          | Alain Savary         | Ministre de l'Éducation nationale                                                                     | Mauroy 1                       | 22 mai 1981                | 23 juin 1981      |
| Marcel Rigout                          | Ministre de la Formation professionnelle                                                                          | Plein exercice       | Plein exercice                                                                                        | Mauroy 2 et 3                  | 23 juin 1981               | 19 juillet 1984   |
| Michel Delebarre                       | Ministre du Travail, de l'Emploi et de la Formation professionnelle                                               | Plein exercice       | Plein exercice                                                                                        | Fabius                         | 19 juillet 1984            | 20 mars 1986      |
| Nicole Catala                          | Secrétaire d’État chargé de la Formation professionnelle                                                          | René Monory          | Ministre de l'Éducation nationale                                                                     | Chirac 2                       | 20 mars 1986               | 13 mai 1988       |
| André Laignel                          | Secrétaire d’État chargé de la Formation professionnelle                                                          | Michel Delebarre     | Ministre des Affaires sociales et de l'Emploi                                                         | Rocard 1                       | 13 mai 1988                | 28 juin 1988      |
| André Laignel                          | Secrétaire d’État chargé de la Formation professionnelle                                                          | Jean-Pierre Soisson  | Ministre du Travail, de l'Emploi et de la Formation professionnelle                                   | Rocard 2                       | 28 juin 1988               | 17 mai 1991       |
| Martine Aubry                          | Ministre du Travail, de l'Emploi et de la Formation professionnelle                                               | Plein exercice       | Plein exercice                                                                                        | Cresson et Bérégovoy           | 16 mai 1991                | 30 mars 1993      |
| Michel Giraud                          | Ministre du Travail, de l'Emploi et de la Formation professionnelle                                               | Plein exercice       | Plein exercice                                                                                        | Balladur                       | 30 mars 1993               | 18 mai 1995       |
| Présidence de Jacques Chirac           | |                      | |                                |                            |                   |
| François Bayrou                        | Ministre de l'Éducation nationale, de l'Enseignement supérieur, de la Recherche et de l'Insertion professionnelle | Plein exercice       | Plein exercice                                                                                        | Juppé 1                        | 18 mai 1995                | 6 novembre 1995   |
| Aucun                                  | Aucun | Aucun                | Aucun                                                                                                 | Juppé 2                        | 6 novembre 1995            | 4 juin 1997       |
| Aucun                                  | Aucun | Aucun                | Aucun                                                                                                 | Jospin                         | 4 juin 1997                | 30 mars 1998      |
| Nicole Péry                            | Secrétaire d’État chargée de la Formation professionnelle                                                         | Martine Aubry        | Ministre de l'Emploi et de la Solidarité                                                              | Jospin                         | 30 mars 1998               | 17 novembre 1998  |
| Nicole Péry                            | Secrétaire d’État chargée des Droits des femmes et de la Formation professionnelle                                | Martine Aubry        | Ministre de l'Emploi et de la Solidarité                                                              | Jospin                         | 17 novembre 1998           | 18 octobre 2000   |
| Nicole Péry                            | Secrétaire d’État chargée des Droits des femmes et de la Formation professionnelle                                | Élisabeth Guigou     | Ministre de l'Emploi et de la Solidarité                                                              | Jospin                         | 18 octobre 2000            | 7 mai 2002        |
| Aucun                                  | Aucun | Aucun                | Aucun                                                                                                 | Raffarin 1 et 2                | 7 mai 2002                 | 30 mars 2004      |
| Laurent Hénart                         | Secrétaire d'État chargé de l'Insertion professionnelle des jeunes                                                | Jean-Louis Borloo    | Ministre de l'Emploi, du Travail et de la Cohésion sociale                                            | Raffarin 3                     | 31 mars 2004               | 2 juin 2005       |
| Gérard Larcher                         | Ministre délégué chargé du Travail et de l'Insertion professionnelle des jeunes                                   | Jean-Louis Borloo    | Ministre de l'Emploi, de la Cohésion sociale et du Logement                                           | Villepin                       | 2 juin 2005                | 18 mai 2007       |
| Présidence de Nicolas Sarkozy          | |                      | |                                |                            |                   |
| Aucun                                  | Aucun | Aucun                | Aucun                                                                                                 | Fillon 1 et 2                  | 18 mai 2007                | 13 novembre 2010  |
| Nadine Morano                          | Ministre chargée de l'Apprentissage et de la Formation professionnelle                                            | Xavier Bertrand      | Ministre du Travail, de l'Emploi et de la Santé                                                       | Fillon 3                       | 14 novembre 2010           | 16 mai 2012       |
| Présidence de François Hollande        | |                      | |                                |                            |                   |
| Aucun                                  | Aucun | Michel Sapin         | Ministre du Travail, de l'Emploi, de la Formation professionnelle et du Dialogue social               | Ayrault 1                      | 16 mai 2012                | 21 juin 2012      |
| Thierry Repentin                       | Ministre délégué chargé de la Formation professionnelle et de l'Apprentissage                                     | Michel Sapin         | Ministre du Travail, de l'Emploi, de la Formation professionnelle et du Dialogue social               | Ayrault 2                      | 21 juin 2012               | 19 mars 2013      |
| Aucun                                  | Aucun | Michel Sapin         | Ministre du Travail, de l'Emploi, de la Formation professionnelle et du Dialogue social               | Ayrault 2                      | 19 mars 2013               | 31 mars 2014      |
| Aucun                                  | Aucun | François Rebsamen    | Ministre du Travail, de l'Emploi et du Dialogue social                                                | Valls 1                        | 2 avril 2014               | 25 août 2014      |
| Aucun                                  | Aucun | François Rebsamen    | Ministre du Travail, de l'Emploi, de la Formation professionnelle et du Dialogue social               | Valls 2                        | 26 août 2014               | 2 septembre 2015  |
| Aucun                                  | Aucun | Myriam El Khomri     | Ministre du Travail, de l'Emploi, de la Formation professionnelle et du Dialogue social               | Valls 2                        | 2 septembre 2015           | 11 février 2016   |
| Clotilde Valter                        | Secrétaire d'État chargée de la Formation professionnelle et de l’Apprentissage                                   | Myriam El Khomri     | Ministre du Travail, de l'Emploi, de la Formation professionnelle et du Dialogue social               | Valls 2                        | 11 février 2016            | 6 décembre 2016   |
| Clotilde Valter                        | Secrétaire d'État chargée de la Formation professionnelle et de l’Apprentissage                                   | Myriam El Khomri     | Ministre du Travail, de l'Emploi, de la Formation professionnelle et du Dialogue social               | Cazeneuve                      | 6 décembre 2016            | 15 mai 2017       |
| Présidence d'Emmanuel Macron           | |                      | |                                |                            |                   |
| Aucun                                  | Aucun | Aucun                | Aucun                                                                                                 | Philippe 1 et 2, Castex, Borne | 17 mai 2017                | 4 juillet 2022    |
| Carole Grandjean                       | Ministre déléguée chargée de l'Enseignement et de la Formation professionnels                                     | Olivier Dussopt      | Ministre du Travail, du Plein emploi et de l'Insertion                                                | Borne                          | 4 juillet 2022             | 11 janvier 2024   |
| Carole Grandjean                       | Ministre déléguée chargée de l'Enseignement et de la Formation professionnels                                     | Pap Ndiaye           | Ministre de l’Éducation nationale et de la Jeunesse                                                   | Borne                          | 4 juillet 2022             | 11 janvier 2024   |
| Aucun                                  | Aucun | Amélie Oudéa-Castéra | Ministre de l'Éducation nationale, de la Jeunesse, des Sports et des Jeux olympiques et paralympiques | Attal                          | 11 janvier 2024            | 8 février 2024    |
| Aucun                                  | Aucun | Nicole Belloubet     | Ministre de l'Éducation nationale et de la Jeunesse                                                   | Attal                          | 8 février 2024             | 21 septembre 2024 |
| Alexandre Portier                      | Ministre délégué chargé de la Réussite scolaire et de l’Enseignement professionnel                                | Anne Genetet         | Ministre de l'Éducation nationale                                                                     | Barnier                        | 21 septembre 2024          | 23 décembre 2024  |
| Aucun                                  | Aucun | Aucun                | Aucun                                                                                                 | Bayrou                         | Depuis le 23 décembre 2024 |                   |